# Francina Pubill i Font
Francina Pubill Font (Olesa de Montserrat, Baix Llobregat, 8 de juny de 1960) és una futbolista i jugadora de bàsquet catalana, ja retirada.
Provinent d'una família esportista, en els primers anys va combinar alhora la pràctica del bàsquet i del futbol. Va jugar com a base al Club Bàsquet Olesa, amb el qual va participar en la lliga de l'Obra Atlètica Recreativa aconseguint guanyar el títol així com la Copa el 1975. A partir de la temporada 1978-79, va jugar amb diversos equips catalans de la Lliga espanyola com el Picadero JC Evax Intima, el CB CIBES i el CB Betània-Patmos, retirant-se de la pràctica d'aquest esport al final de la temporada 1983-84. Amb divuit anys, començà la pràctica del futbol, jugant com a interior dreta i va competir amb el FC Barcelona femení –aleshores anomenat Penya Feminista Barcelonina– des del 1978 fins al 1983. Degut a unes discrepàncies amb altres jugadores de l'entitat blaugrana, el 1983 va fundar juntament amb els seus germans la Penya Barcelonista Barcilona amb el qual va competir durant onze temporades (1983-1992). Entre d'altres èxits, va guanyar la primera Lliga espanyola (1988-89), 4 Lligues catalanes (1982-86), 3 Copes Generalitat (1983, 1984, 1987) i va aconseguir un subcampionat d'Espanya (1985). Posteriorment, va jugar al CE Sabadell entre 1992 i 1997, i el RCD Espanyol entre 1997 i 2000, retirant-se esportivament als quaranta anys. Internacional amb la selecció espanyola de futbol en divuit ocasions, va debutar l'any 1985. Amb la selecció catalana va arribar a ser-ne la capitana i va guanyar quatre Campionats d'Espanya de seleccions territorials.

## Palmarès
Clubs
- 4 Lligues catalanes de futbol (1982-83, 1983-84, 1984-85, 1985-86)
- 3 Copes Generalitat de futbol (1983, 1984, 1987)

- 1 Lliga espanyola de futbol (1988-89)

Selecció catalana
- 4 Campionat d'Espanya de Seleccions Territorials: 1985-1986, 1998-99